# Damon and Pythias
Damon and Pythias est un film muet américain réalisé par Otis Turner et sorti en 1908.

## Fiche technique
- Titre : Damon and Pythias
- Réalisation : Otis Turner
- Scénario : Otis Turner, d'après l'histoire de Edward George Bulwer-Lytton
- Production : William Selig
- Dates de sortie : 
  -  États-Unis : juin 1908

## Distribution
- Hobart Bosworth
- Betty Harte
- Otis Turner
- Robert Z. Leonard